# Relations entre le Bangladesh et la Corée du Sud
Les relations entre le Bangladesh et la Corée du Sud sont les relations bilatérales de la république populaire du Bangladesh et de la république de Corée. Le Bangladesh est l'un des nombreux pays qui ont établi des relations diplomatiques avec les deux Corée. Les relations diplomatiques officielles avec la république populaire démocratique de Corée (Corée du Nord) ont été établies en 1973. En 1974, la Corée du Sud a ouvert son ambassade dans la capitale du Bangladesh, Dacca, tandis que son homologue l'a fait en 1987.

## Visites d'État
La Première ministre Sheikh Hasina a effectué une visite officielle en Corée du Sud du 16 au 18 mai 2010 à l'invitation de Lee Myung-bak, président de la république de Corée. La délégation bangladaise a été reçue par le président Lee Myung-bak et de hauts fonctionnaires et a reçu un accueil chaleureux reflétant l'amitié et les liens étroits entre les deux gouvernements et les deux peuples. Le président Lee Myung-bak et le premier ministre Sheikh Hasina ont eu des entretiens officiels dans une atmosphère cordiale et ont échangé leurs points de vue sur un large éventail de questions bilatérales, régionales et internationales,.
L'ancien Premier ministre Lee Yung-dug (en) s'est rendu au Bangladesh du 2 au 4 septembre 1994, suivi par la visite de l'ancien Premier ministre Kim Suk-soo (en) du 8 au 10 novembre 2002. Après 17 ans, le Premier ministre Lee Nak-yon s'est rendu au Bangladesh du 13 au 15 juillet 2019, ce qui a créé une dynamique dans les relations bilatérales. Il était accompagné d'une délégation de haut niveau, dont une délégation d'hommes d'affaires.

## Commerce bilatéral
La république de Corée est l'un des partenaires de développement les plus fiables du Bangladesh et lui a apporté une coopération et un soutien importants depuis le début des années 1970. Le commerce bilatéral entre les deux pays connaît une augmentation constante, qui s'élève actuellement à environ 1,57 milliard de dollars. Toutefois, les exportations du Bangladesh vers la Corée du Sud ne s'élèvent qu'à 352,82 millions de dollars,.